# 리빙보이 인 뉴욕
《리빙보이 인 뉴욕》(영어: The Only Living Boy in New York)은 미국에서 제작된 마크 웨브 감독의 2017년 드라마 영화이다. 캘럼 터너 등이 출연하였고, 앨버트 버거 등이 제작에 참여하였다. 미국에서 2017년 8월 11일 로드사이드 어트랙션스와 아마존 스튜디오에 의해 개봉되었으며 대체적으로 부정 평가를 받았다.

## 출연진
- 캘럼 터너 - 토머스 웨브 역
- 케이트 베킨세일 - 조해나 역
- 피어스 브로스넌 - 이선 웨브 역
- 신시아 닉슨 - 주디스 웨브 역
- 제프 브리지스 - W.F. 제럴드 역
- 키어시 클레먼스 - 미미 퍼스토리 역
- 테이트 도너번 - 조지 역
- 월리스 숀 - 데이비드 역
- 안 뒤옹 - 바버라 역
- 데비 메이자 - 애나 역
- 빌 캠프 - 버스터 삼촌 역
- 제임스 사이토 - 제임스 역
- 피터 프랜시스 제임스 - 피터 역
- 에이미 혼 - 에이미 역
- 마두르 자프리 - 마두르 역

## 기타 제작진
- 배역: 저스틴 어레타, 킴 데이비스와그너
- 세트: 엘런 크리스천슨
- 의상: 미셸 매틀런드